# Carlo Clementi
Carlo Clementi (15. ledna 1799 Lavis – 21. června 1849) byl rakouský soudce a politik italské národnosti z Tyrolska (respektive z Jižního Tyrolska), během revolučního roku 1848 poslanec Říšského sněmu.

## Biografie
Narodil se roku 1799 v Lavis. V roce 1847 působil jako soudce v Pergine. Roku 1849 se uvádí jako Karl Clementi, zemský soudce v Pergine.
Během revolučního roku 1848 se zapojil do veřejného dění. Hlásil se k italskému národnímu hnutí. Byl aktivní ve vlasteneckém spolku, který byl roku 1848 založen v Trentu. Ve volbách roku 1848 byl zvolen i na ústavodárný Říšský sněm. Zastupoval volební obvod Pergine. Tehdy se uváděl coby c. k. zemský soudce. Řadil se ke sněmovní pravici. V lednu 1849 se uvádí, že poslanec Clementi ze zdravotních důvodů požádal o dočasné omluvení své neúčasti na jednání sněmu.
Synem poslance Říšského sněmu z roku 1848 byl nadporučík Giovanni Clementi (Johann Clementi), který padl roku 1866 v řadách rakouské armády. Jistý Carlo Clementi narozený v Lavisu, působící jako rada zemského soudu v Trentu, zasedal v letech 1875–1876 jako poslanec Tyrolského zemského sněmu. Tento Carlo Clementi odešel roku 1890 do penze.